# 塔塔大宇商用車
塔塔大宇商用車公司（韓語：타타대우상용차주식회사）是以生產大型载货汽车整車與底盤為主的製造商，總部位於韓國全羅北道群山，成立於2002年。主要以大型運輸業為主要服務對象，在形象識別標誌方面，則近似於GM大宇、大宇巴士。

## 商用载货汽车車役史
- GMK/Chevrolet/Isuzu Truck (韓國通用汽車，1971年)
- SMC Truck (世韓汽車公司，1976年)
- Elf (世韓汽車公司，1976年)
- Daewoo Truck (大宇汽車公司，1983年)
- Elf New Model (大宇汽車公司，1986年)
- Daewoo Truck New Model (大宇汽車公司，1986年)
- Daewoo Truck Super New Model (大宇汽車公司，1993年)
- Daewoo Chasedae(Next Generation) Truck (大宇汽車公司，1995年)
- Daewoo Novus Truck (塔塔大宇商用車，2004年)
- Daewoo Novus Euro4 Truck (塔塔大宇商用車，2008年)

## 參閱
- 大宇集團
- 康明斯
- 大宇巴士
- 塔塔汽車

## 外部連結
- 塔塔大宇商用車 （页面存档备份，存于）